# Stazione di Tōfukuji
La stazione di Tōfukuji (東福寺駅?, Tōfukuji-eki) è una stazione ferroviaria situata nel quartiere di Higashiyama-ku della città di Kyoto nella prefettura omonima, in Giappone. La stazione è servita dalla linea principale Keihan delle Ferrovie Keihan e dalla linea Nara della JR West, ed è dotata di 2 binari passanti in superficie.

## Linee e servizi

### Treni
Ferrovie Keihan
● Linea principale Keihan
JR West
■ Linea Nara

## Struttura
La stazione è costituita da due coppie di due marciapiedi laterali con due binari passanti ciascuno in superficie, uno per ciascuno dei due operatori. Non è possibile effettuare l'interscambio diretto fra JR e Keihan senza uscire dai tornelli, e i binari sono separati da una rete.

### Linea Nara
| 1 | ■ Linea Nara | per Kyoto                |
| 2 | ■ Linea Nara | per Rokujizō, Uji e Nara |

### Linea Keihan
| 1 | ● Linea principale Keihan | per Sanjō e Demachiyanagi                                                            |
| 2 | ● Linea principale Keihan | per Tambabashi, Hirakatashi, Kyōbashi, Yodoyabashi o Nakanoshima (linea Nakanoshima) |

## Stazioni adiacenti
| «                                 | Servizio                                 | »                       |
| Linea principale Keihan           | Linea principale Keihan                  | Linea principale Keihan |
| --------------------------------- | ---------------------------------------- | ----------------------- |
| Toba-kaidō                        | Locale Subespresso Subespresso pendolari | Shichijō                |
| Tutti gli altri treni non fermano |                                          |                         |
| Linea JR Nara                     |                                          |                         |
| Kyōto                             | Locale                                   | Inari                   |
| Kyōto                             | Rapido settoriale Rapido Rapido Miyakoji | Rokujizō                |